# لاندولت-بورنستين
لاندولت-بورنستين(Landolt–Börnstein )عبارة عن مجموعة من بيانات الخصائص في علم المواد و المجالات ذات الصلة الوثيقة بالكيمياء و الفيزياء والهندسة و التي نشرتها مجلة Springer Nature العلمية .   

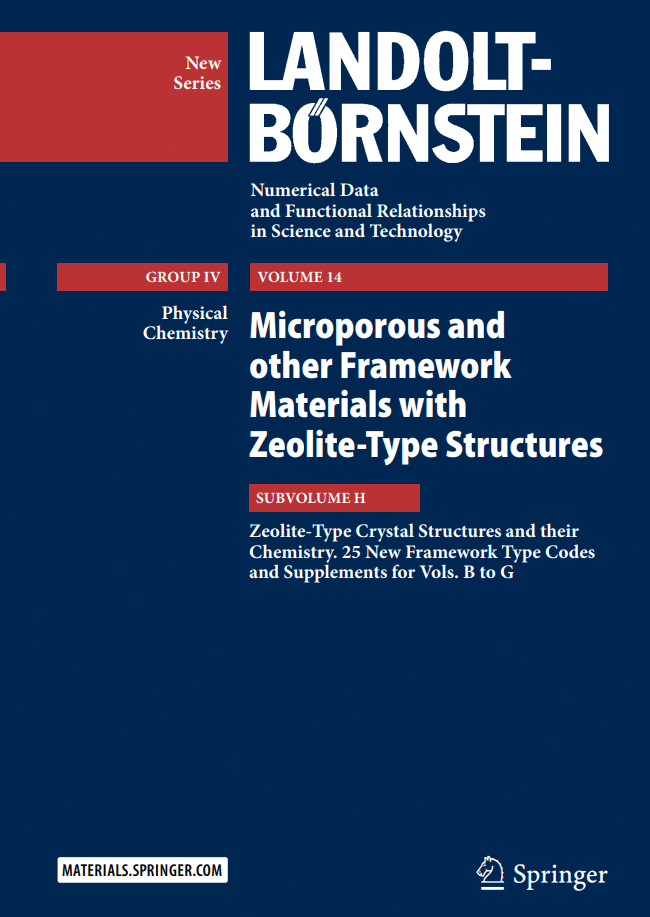

## التاريخ
في 28 يوليو 1882، وقع الدكتور هانز هاينريش لاندولت والدكتور ريتشارد بورنشتاين ، وكلاهما أستاذ في " Landwirtschaftliche Hochschule " (الكلية الزراعية) في برلين، عقدًا مع الناشر فرديناند سبرينغر بشأن نشر مجموعة من الجداول التي تضم بيانات فيزيائية و كيميائية قيمة. كان عنوان هذا الكتاب "الجداول الفيزيائية والكيميائية(Physikalisch-chemische Tabellen" (Physical-Chemical Tables))و نشر في عام 1883 لكن تم نسيانه بعد فترة من الزمن
تمت طباعة و بيع 1250 نسخة من الطبعة الأولى. وفي عام 1894، صدرت الطبعة الثانية، وفي عام 1905 صدرت الطبعة الثالثة، و في عام 1912 صدرت الطبعة الرابعة، وأخيراً في عام 1923 صدرت الطبعة الخامسة. وقد ظلت المجلدات التكميلية لهذا الأخير مطبوعة حتى عام 1936. و شهدت الإصدارات الجديدة تغييرات في التوسع الكبير في المجلدات، و عدد المؤلفين، و الهيكل المحدث، و الجداول الإضافية، و تغطية مجالات جديدة في الفيزياء و الكيمياء.
الطبعة الخامسة لعام 1923 كانت تتكون من مجلدين و تضمنت 1695 صفحة. و قد ساهم في تأليفها ثلاثة و ستون مؤلفًا. و استمر معها النجاح و الاقبال العلمي الذي لوحظ مع الإصدارات السابقة. لقد كان من الواضح أن "إصدار طبعة أخرى في حوالي 10 سنوات" ليس حلاً. وهكذا أصبح من الضروري إجراء تغيير مفاهيمي كامل لخطة لاندولت-بورنستين. و في الوقت نفسه، كان ينبغي توفير مجلدات تكميلية على فترات مدتها عامين لملء الفراغات و إضافة البيانات الأحدث. لذلك، صدر المجلد التكميلي الأول للطبعة الخامسة في عام 1927، و الثاني في عام 1931، و الثالث في عام 1935/1936. و يتألف الأخير من ثلاثة مجلدات فرعية يبلغ مجموع صفحاتها 3039 صفحة و مساهمات من 82 مؤلفًا.
صدرت الطبعة السادسة (1950) بما يتماشى مع الإطار العام المنقح. كانت الفكرة الأساسية هي الحصول على أربعة مجلدات بدلاً من مجلد واحد، حيث كان كل منها يغطي مجالات مختلفة من لااندولت-بورنستين تحت إشراف محررين مختلفين. وقد تم إعطاء كل مجلد جدولًا مفصلاً للمحتويات. إضافة إلى ذلك، تم فرض قيدين رئيسيين. حيث طُلب من مؤلف أحد المساهمات اختيار القيمة المثلى من مجموعة البيانات الخاصة بالقيمة التجريبية في منشورات مؤلفين مختلفين، أو استنباط أقصى قيمة ممكنة. علاوة على ذلك، كان التغيير الآخر المهم هو أن المخططات لم تصبح بنفس أهمية الجداول فحسب، بل أصبح النص ضروريًا أيضًا لشرح البيانات المقدمة. 

## السلسلة الجديدة
تمثل السلسلة الجديدة أكثر من 520 كتابًا نُشرت بين عامي 1961 و2018 و تشتمل على أكثر من 220,000 صفحة تغطي الخصائص الميكانيكية و البصرية و الصوتية و الحرارية و الطيفية و الكهربائية و المغناطيسية وغيرها. تقدم السلسلة الجديدة بيانات تم تقييمها بشكل نقدي من قبل أكثر من 1000 مؤلف و محرر خبير في علم المواد.

### مكتبة مرجعية لفيزياء الجسيمات
السلسلة الجديدة تضم ثلاث مجلدات. تم تحديث المجموعة 1 من الجسيمات الأولية والنوى والذرات - المجلدات 21A وB1 وB2 وC - (2020) ونشرها في سلسلة كتب يدوية مستقلة لمكتبة مرجع فيزياء الجسيمات ، بعد مبادرة مشتركة بين سيرن و سبرنجر.  تتضمن هذه المجلدات النظريات و التجارب ،  وأجهزة الكشف عن الجسيمات و الإشعاع ،  و المسرعات و المصادمات . 

## لاندولت-بورنستين اون لاين
لقد خضعت كتب لاندولت-بورنستين لمبادرات رقمية مختلفة، من CD-ROM إلى تنسيقات FTP وPDF. محتوى كتب و المطبوعات السابقة – متاح الآن على SpringerMaterials.

## المواضيع التي تغطيها لاندولت-بورنستين
- مادة مكثفة
- الفيزياء النووية
- الخصائص الفيزيائية والكيميائية للجزيئات والجذور
- الكيمياء الفيزيائية
- المواد المتقدمة
- التقنيات المتقدمة
- الجيوفيزياء
- الفيزياء الحيوية

## روابط خارجية
- لاندولت-بورنستين اون لاين
- مواد سبرينغر
- سبرينغر نيتشر